# تپه زیوه
تپه زیوه مربوط به هزاره اول - دوران‌های تاریخی پس از اسلام است و در شهرستان گرمی، بخش انگوت، روستای زیوه واقع شده و این اثر در تاریخ ۷ مهر ۱۳۸۱ با شمارهٔ ثبت ۶۳۹۱ به‌عنوان یکی از آثار ملی ایران به ثبت رسیده است.